# 구포동 동원 로얄듀크 비스타
구포동 동원 로얄듀크 비스타(영어: Gupo-dong Dongwon Loyal Duke Vista 48)는 대한민국 부산광역시 북구 구포동에 위치한 초고층 아파트 단지다. 2005년경 55층의 계획된 아파트였지만 각종 법적 제약때문인지 결국 48층으로 지어졌으며 서부산의 기준이 애매하긴 하지만 서부산 최초의 초고층 아파트로 알려져 있다. 2014년에 완공되었다.
낙동강 바로 옆에 지어진 탓에 해운대 초고층 아파트의 바닷가 조망과는 달리 낙동강 조망이 영원히 가능하며 낙동강 생태공원 이용이 최대 장점이다. 낙동강의 다리조망이 가능하며 높은층의 경우에는 멀리 양산시의 양산타워도 보인다.
교통적인 면으로는 KTX 정차역인 구포역이 불과 500m 밖에 되지 않으며 부산 시가지에서 공항이 제일 가까운 동네에 속한다 김해 양산등 시외로 나가기에도 매우 좋은 지역적 장점으로 시외에 자주 나가는 사람이 많이 살고 있다.

## 갤러리

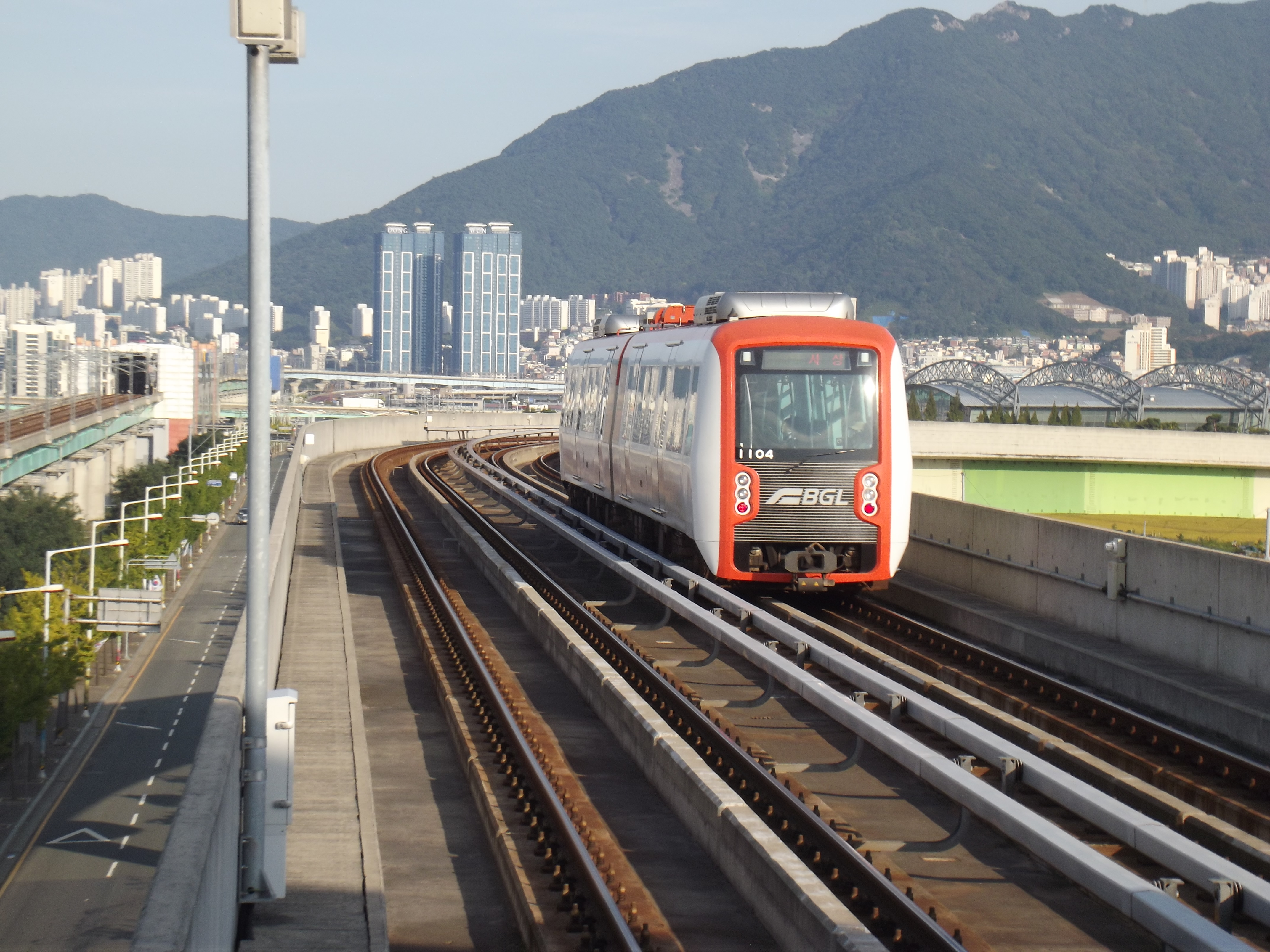
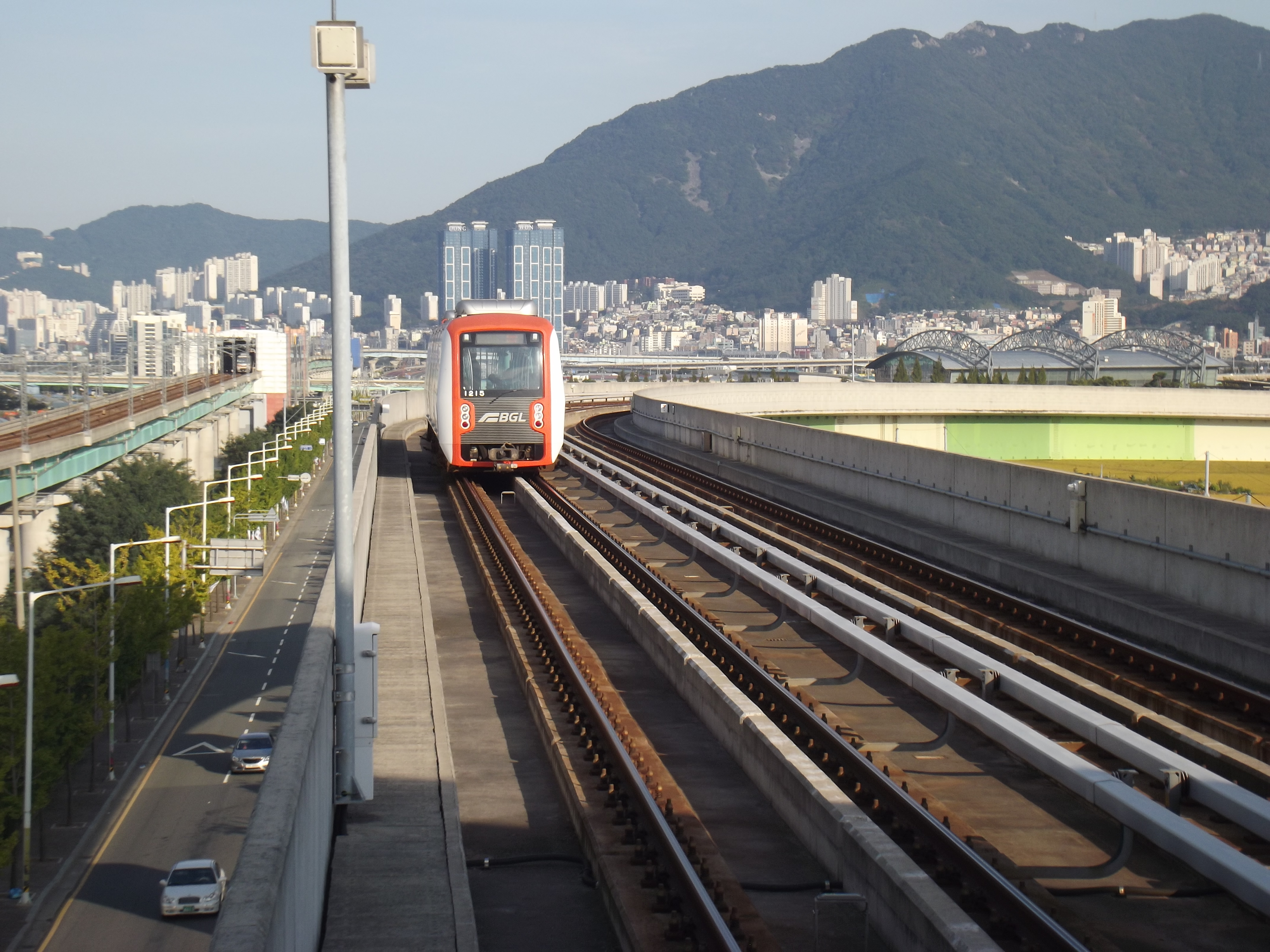

## 같이 보기
- 부산광역시의 마천루 목록